# Nappersdorf-Kammersdorf
Nappersdorf-Kammersdorf je městys v Rakousku ve spolkové zemi Dolní Rakousy v okrese Hollabrunn. Žije zde přibližně 1 200 obyvatel.

## Geografie

### Geografická poloha
Nappersdorf-Kammersdorf se nachází ve spolkové zemi Dolní Rakousy v regionu Weinviertel. Leží přibližně 10 km severovýchodně od okresního města Hollabrunn. Rozloha území městyse činí 38,85 km², z nichž 7 % je zalesněných.

### Části obce
Území městyse Nappersdorf-Kammersdorf se skládá z šesti částí (v závorce uveden počet obyvatel k 1. 1. 2015):
- Dürnleis (180)
- Haslach (132)
- Kammersdorf (318)
- Kleinsierndorf (54)
- Kleinweikersdorf (198)
- Nappersdorf (361)

### Sousední obce
- na severu: Mailberg, Großharras
- na východu: Stronsdorf
- na jihu: Hollabrunn
- na západu: Wullersdorf

## Politika

### Obecní zastupitelstvo
Obecní zastupitelstvo se skládá z 19 členů. Od komunálních voleb v roce 2015 zastávají následující strany tyto mandáty:
- 10 ÖVP
- 9 S&U

### Starosta
Nynějším starostou městyse Nappersdorf-Kammersdorf je Gottfried Pompe ze strany ÖVP.

## Galerie

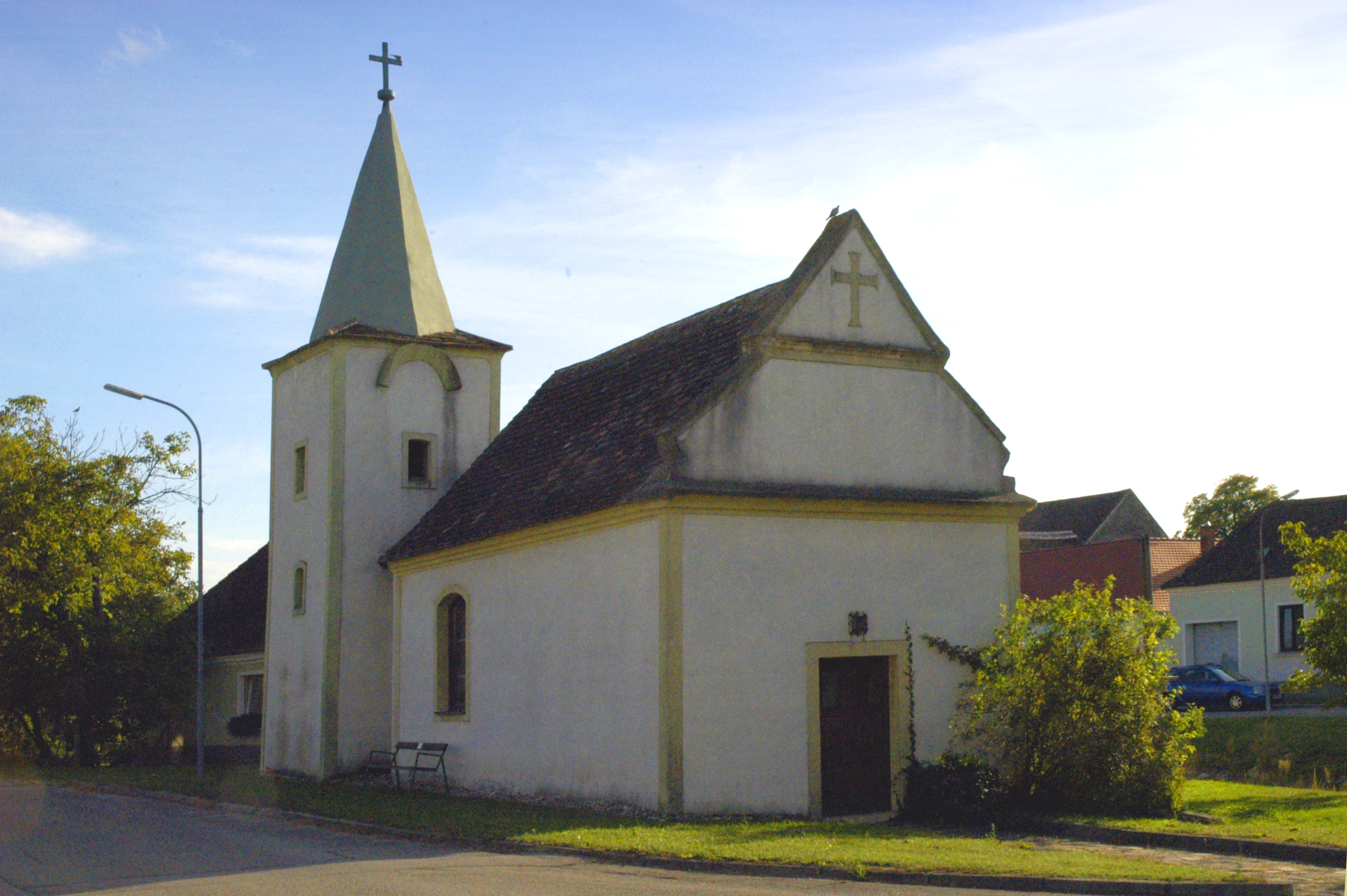
Kaple v Dürnleis
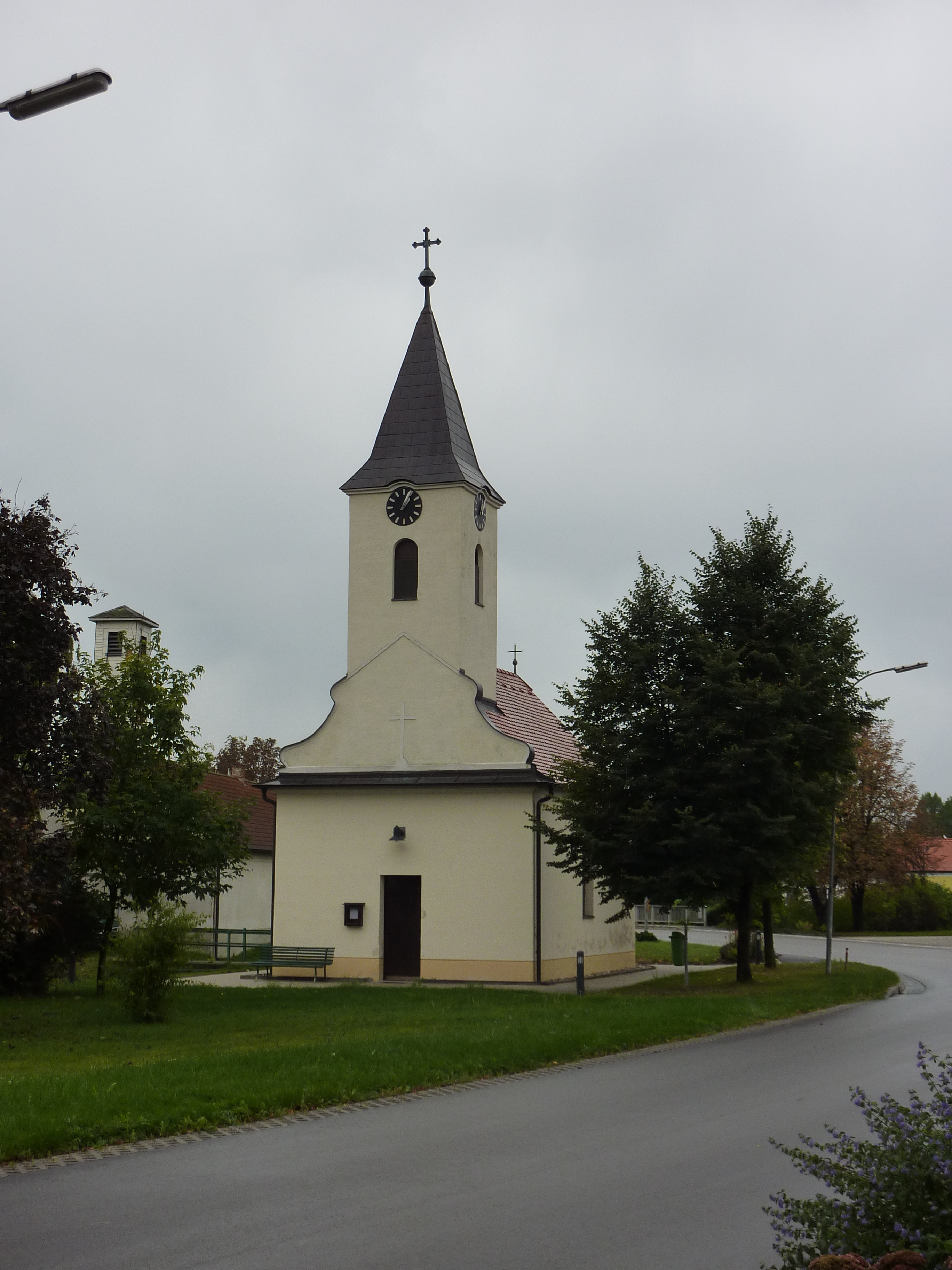
Kaple v Kleinweikersdorfu
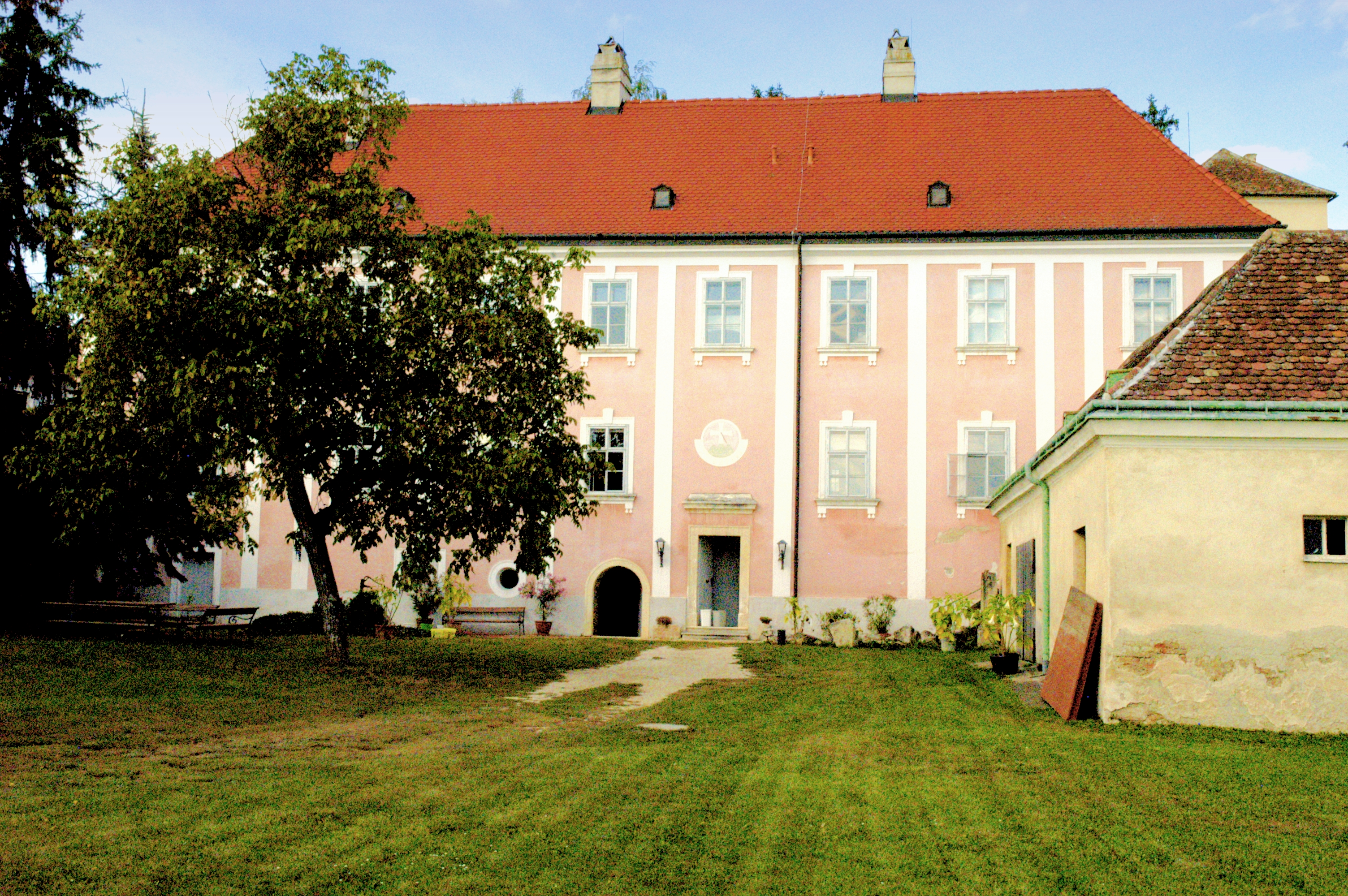
Fara v Nappersdorfu
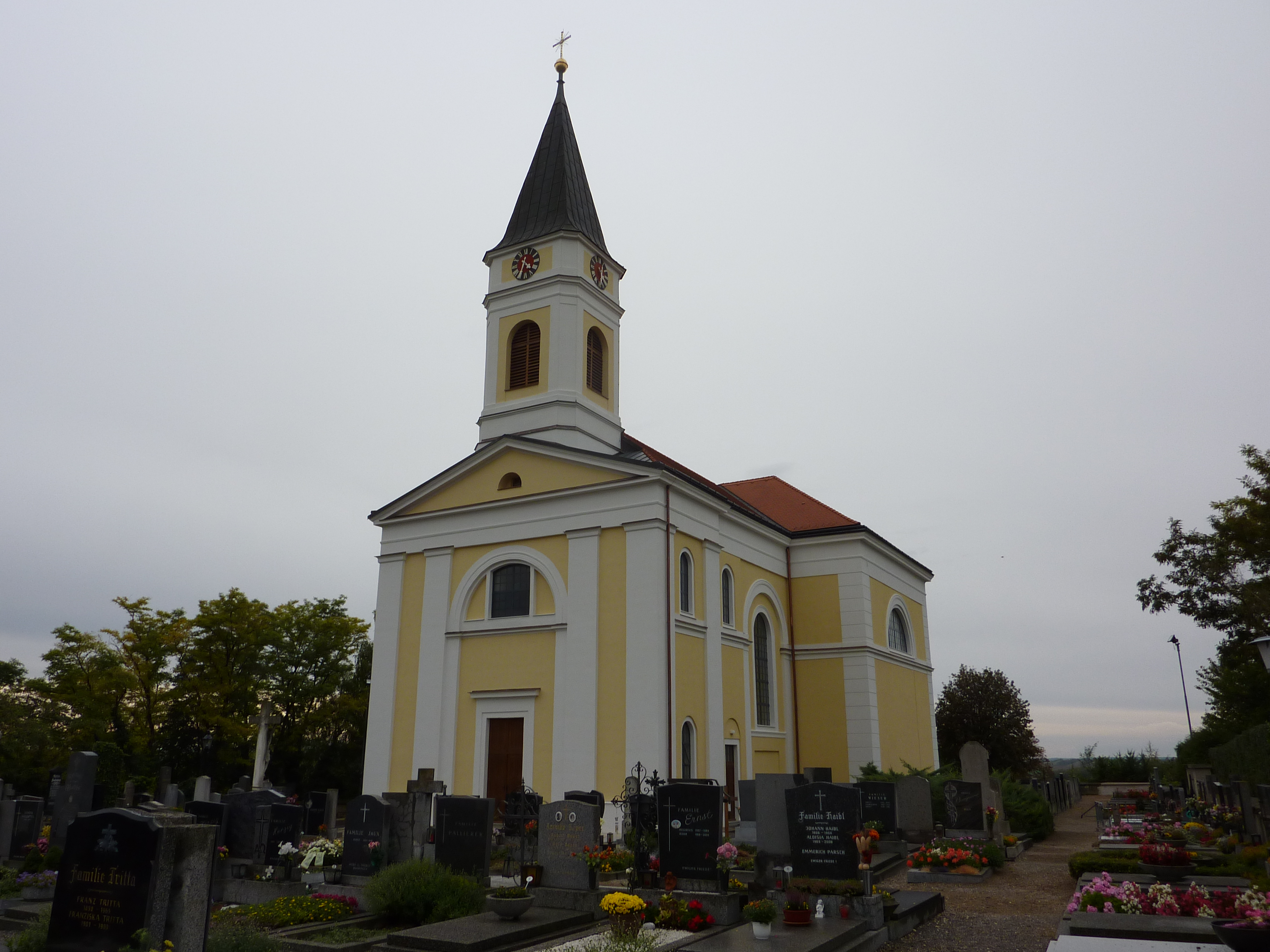
Farní kostel v Kammersdorfu
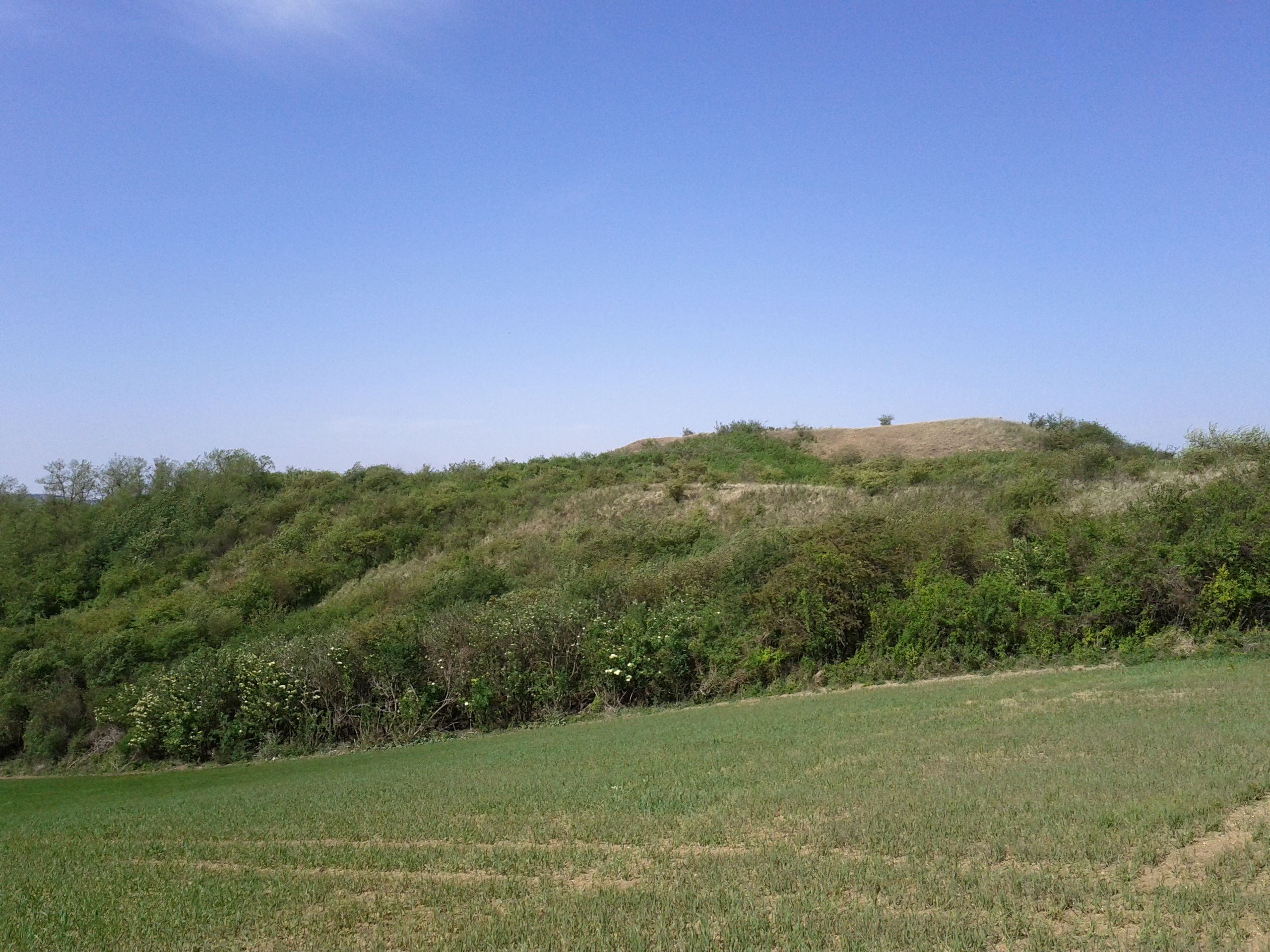
Ternberg